# Michel Delluc
Miche Delluc est un journaliste et photographe français né le 2 juin 1936 à Saïgon.   

## Biographie
Michel Delluc est né le 2 juin 1936 à Saïgon. Il est diplômé des l’école des Arts décoratifs de Nice en 1959 et des Beaux-Arts de Paris en 1962.
Il s’intéresse à partir des années 60 à la création culturelle à Paris : théâtre, sculpture, peinture et en particulier au travail du sculpteur César. 
En 1967 il participe au Congrès des Intellectuels à La Havane en réalisant une sculpture dans le cadre du Salon de Mai à Cuba. Il découvre la pratique du reportage photographique à cette occasion. Ce sera l’occasion de sa première parution dans L’Express. 
Michel Delluc décide de se consacrer au métier de photojournaliste et entre à l’agence Viva en 1972 aux côtés de Martine Franck, Hervé Gloaguen, Claude Raimond-Dityvon, François Hers, Richard Kalvar, Jean Lattès et Guy Le Querrec.
Il participe à l’activité de la galerie de Claude Givaudan qui en 1973, publie le portfolio de l’agence Viva. Il documente sur la vie politique et sociale en France et à l’étranger. Il quitte Viva en 1978, il collabore de 1979 à 2006 aux revues F Magazine, Lire, L'Expansion. 
En 1980, avec Gisèle Freund, Anne Crémieux, Yves Faure et Guy Le Querrec, il crée l’association Voir et Pouvoir, Rencontres du photojournalisme à Amiens pour la mise en valeur la photographie, de l’information et la presse.
En 1981 et 1982 il illustre les courts métrages réalisés par Patrick Barbéris sur les peintres Claude Viallat et Edouard Pignon. En 1981, il réalise un reportage sur la soprano Christiane Eda Pierre et le travail sur la voix au Conservatoire National Supérieur de Musique de Paris conservé dans les collections du Centre Pompidou.
À partir des années 1990, Michel Delluc continue à documenter sur l’art en accompagnant ses amis Patrick Saytour. et Claude Rutault  et reprend une recherche personnelle à la fois photographique et graphique.
Un fonds d’archives de Michel Delluc, de 1967 à 2001, est conservé par la Bibliothèque Kandinsky au Centre Georges Pompidou à Paris.

## Publications
Liste non exhaustive

### Collectives
- Photoscopies 81,  Michel Delluc, Jérôme Ducrot, François Le Diascorn, Guy Le Querrec, Jeanloup Sieff, Martine Voyeux, imp. Union, 1981.

## Expositions
Listes non exhaustives

### Collective
- 2007 : Viva, une agence de photographes : 1972-1982, Musée du Jeu de Paume, Paris[4].

### Personnelle
- 2006 : Michel Delluc - Photographies, Galerie Martine et Thibault  de la Châtre, Paris.